# Várhegyi Lucas Palmira
Várhegyi Lucas Palmira (Budapest, 1996. október 24. –) magyar énekesnő. Édesapja angolai származású. A Rising Star első szériájának nyertese.

## Élete
Már kiskorában vonzódott a zenéhez. Elsős korától az Alsóerdősori Bárdos Lajos Általános Iskola és Gimnázium ének-zene tagozatos osztályába járt, valamint a Molnár Antal Zeneiskola magánének tanszakjának növendéke volt. 2013-ban jelentkezett a magyar X-Faktor negyedik évadába, de nem jutott be. 2014 novemberében a TV2 Rising Star című produkciója a budapesti Árkád bevásárlóközpontban élő castingot tartott, innen került be a műsorba Palmira. Ezután az 1. párbajadásban alulmaradt Kovács Gyopárral szemben, így számára véget ért a verseny. A párbajok során kiesett 12 versenyző közül azonban internetes szavazás alapján 5-en újra versenyezhettek a műsorba való visszakerülésért, közülük Palmira érte el a legjobb eredményt, így visszajutott a döntősök közé. A további fordulókban rendre magas százalékokkal és a zsűri egyöntetű igen szavazatával menetelt egészen a döntőig. A döntőben az első két kör megnyerése után Czibi Norbert ellenében 52,51%/52,15% arányban hódította el a Rising Star győztese címet.